# Đại học Copenhagen
Viện Đại học Copenhagen (tiếng Đan Mạch: Københavns Universitet) là viện đại học lâu đời nhất Đan Mạch, cũng là một trong số các viện đại học lâu đời nhất Bắc Âu. Các cơ sở của viện đại học này nằm ở nhiều địa chỉ khác nhau trong thành phố Copenhagen và bên ngoài Copenhagen. Viện đại học hiện có gần 38.000 sinh viên trong đó 57% là nữ. Các giáo trình đại học phần lớn giảng dạy bằng tiếng Đan Mạch, nhưng cũng có một số giáo trình bằng tiếng Anh và tiếng Đức; và các giáo trình sau đại học phần lớn được giảng dạy bằng tiếng Anh. Đây là một trung tâm nghiên cứu có uy tín ở châu Âu và đã có chín người đoạt giải Nobel và 1 người đoạt giải Turing.

## Lịch sử

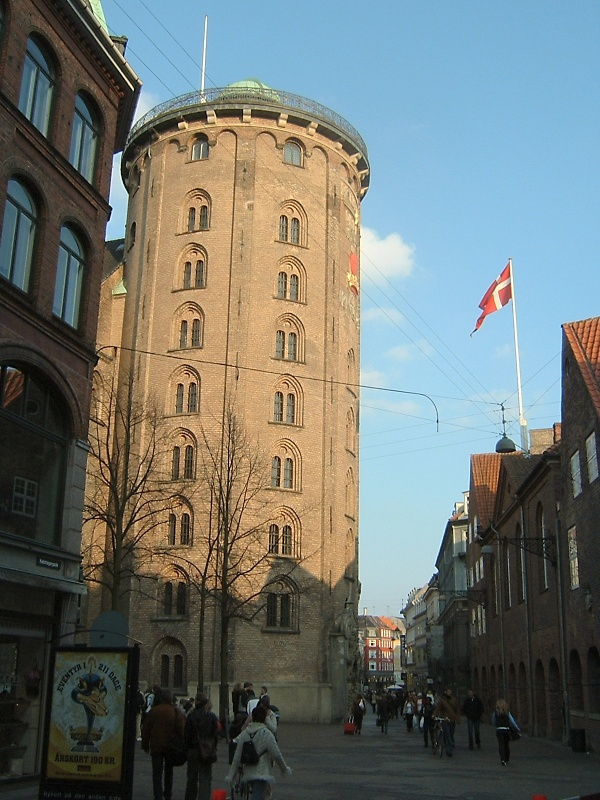
Tháp tròn được Ole Rømer dùng làm Đài quan sát thiên văn ở thế kỷ 17

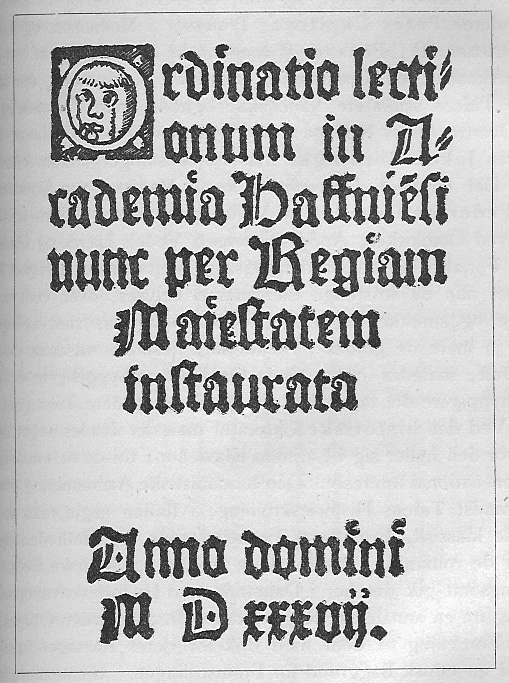
Danh mục tiết giảng dạy lâu đời ở Đại học Copenhagen năm 1537

Đại học Copenhagen được Giáo hoàng Sixtus IV cho phép thành lập năm 1475 và được vua Christian I khánh thành ngày 1 tháng 6 năm 1479. Theo mẫu của Đức, lúc đầu trường có 4 phân khoa: thần học, luật học, y học và triết học. Cho tới thời Cải cách (sang đạo Tin Lành năm 1536), trường thuộc Giáo hội Công giáo La Mã và do Giám mục giáo phận Roskilde giám sát. Trường có quyền tự trị rất lớn: có luật và tòa án riêng, có cơ quan an ninh trật tự và nhà tù riêng (Hiện vẫn còn di tích các nhà tù ở các tầng hầm của trường cũ). Từ thời Cải cách, trường do nhà nước quản lý.
Tiến sĩ Peder Albertsen là hiệu trưởng đầu tiên của trường. Từ đầu cho tới năm 2004, Đại học Copenhagen được lãnh đạo bởi 1 hiệu trưởng và 1 ban điều hành (konsistorium). Năm 2004 đã bãi bỏ Ban điều hành, thay bằng Ban quản trị và một Ban lãnh đạo gồm hiệu trưởng, hiệu phó, các trưởng phân khoa và các lãnh đạo các viện. Từ ngày 1 tháng 11 năm 2005 Giáo sư Tiến sĩ Ralf Hemningsen làm hiệu trưởng.
Từ ngày 1 tháng 1 năm 2007 Đại học Copenhagen đã hợp nhất với Trường Cao đẳng Nông Lâm và Thú y Hoàng gia cùng Đại học Dược khoa. Hiện trường có 5.500 nghiên cứu sinh.

## Số sinh viên
Số sinh viên tăng rất nhiều theo thời gian. Năm 1788 chỉ có khoảng 1.000 sinh viên và 20 giáo sư thường xuyên. Năm 1900 có 4.000 sinh viên và 60 giáo sư. Nữ sinh viên đầu tiên nhập học năm 1877. Ngày nay trường có gần 38.000 sinh viên cùng trên 7.000 giáo chức và nhân viên, trong đó có 2800 sinh viên nước ngoài.

## Các phân khoa
Hiện nay Viện Đại học Copenhagen có 6 phân khoa đại học:
- Phân khoa Y học (Det Sundhedsvidenskabelige Fakultet)
- Phân khoa Nhân văn (Det Humanistiske Fakultet)
- Phân khoa Luật (Det Juridiske Fakultet)
- Phân khoa Khoa học Tự nhiên (Det Naturvidenskabelige Fakultet)
- Phân khoa Khoa học Xã hội (Det Samfundsvidenskabelige Fakultet)
- Phân khoa Thần học (Det Teologiske Fakultet)

## Danh tiếng quốc tế

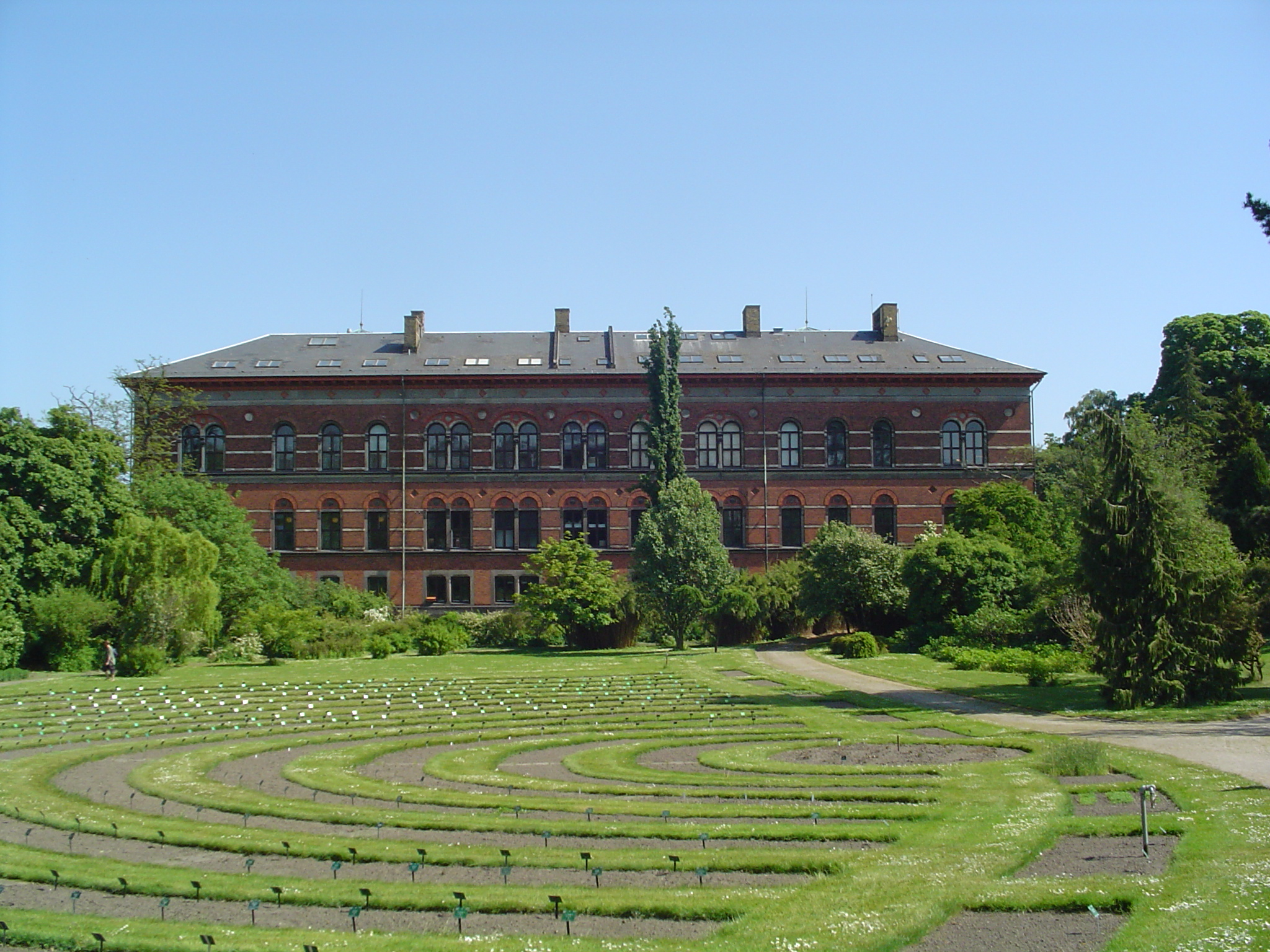
Viện bảo tàng địa chất.

Đại học Copenhagen là một trung tâm nghiên cứu có uy tín ở châu Âu và đã có chín người đã đoạt giải Nobel cùng một người đoạt giải Turing. Tháng 1 năm 2006 Đại học Copenhagen đã cộng tác với 10 đại học trên thế giới trong Liên minh Quốc tế các Đại học nghiên cứu (International Alliance of Research Universities) là Đại học Quốc gia Úc, Đại học ETH Zürich, Đại học Quốc gia Singapore, Đại học Bắc Kinh, Đại học California tại Berkeley, Đại học Cambridge, Đại học Oxford, Đại học Tokyo và Đại học Yale.
Báo The Times Higher Education xếp Đại học Copenhagen đứng thứ 51 trên thế giới năm 2009 (thứ 48 năm 2008). Academic Ranking of World Universities của Đại học Giao thông Thượng Hải Lưu trữ ngày 4 tháng 12 năm 2005 tại Wayback Machine xếp Đại học Copenhagen vào hạng tốt nhất Đan Mạch và vùng Scandinavia, thứ 8 châu Âu và thứ 43 trong nhóm 500 Đại học tốt nhất thế giới năm 2009  (thứ 45 năm 2008). Năm 2014 Bảng xếp hạng đại học thế giới Quacquarelli Symonds xếp Đại học Copenhagen thuộc hạng thứ 13 trong các đại học châu Âu.Chú ý rằng các bảng xếp hạng này quy đổi tất cả các phương diện của một trường đại học thành một con số duy nhất, nên chỉ có tính tham khảo, và tùy vào từng cách xếp hạng khác nhau sẽ cho các thứ hạng rất khác nhau giữa các trường đại học.

## Các nhân vật nổi tiếng
- Tycho Brahe, nhà thiên văn học

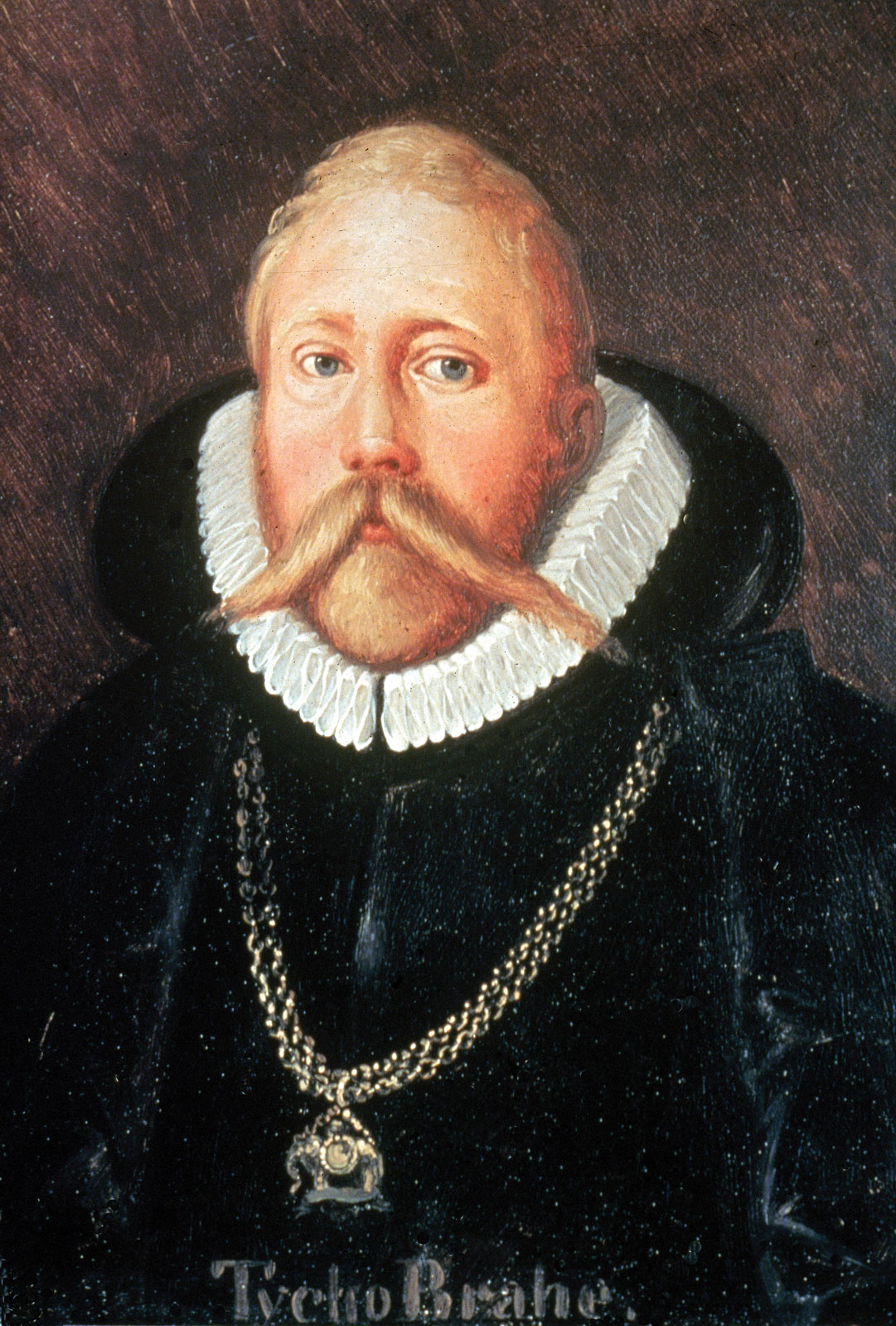
Tycho Brahe

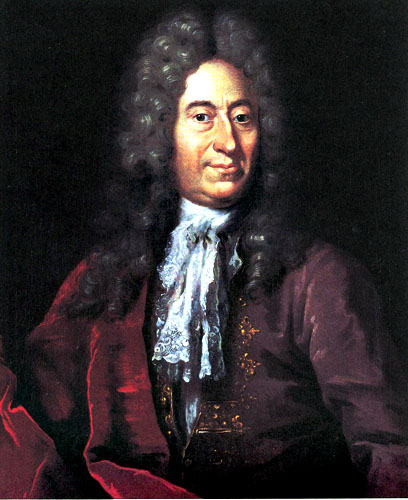
Ole Rømer

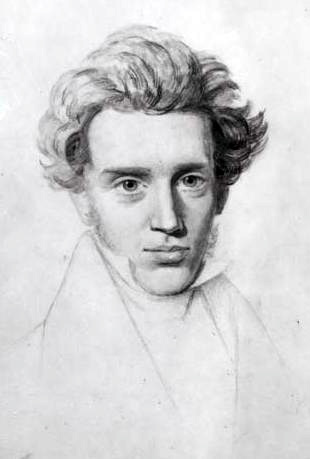
Søren Kierkegaard

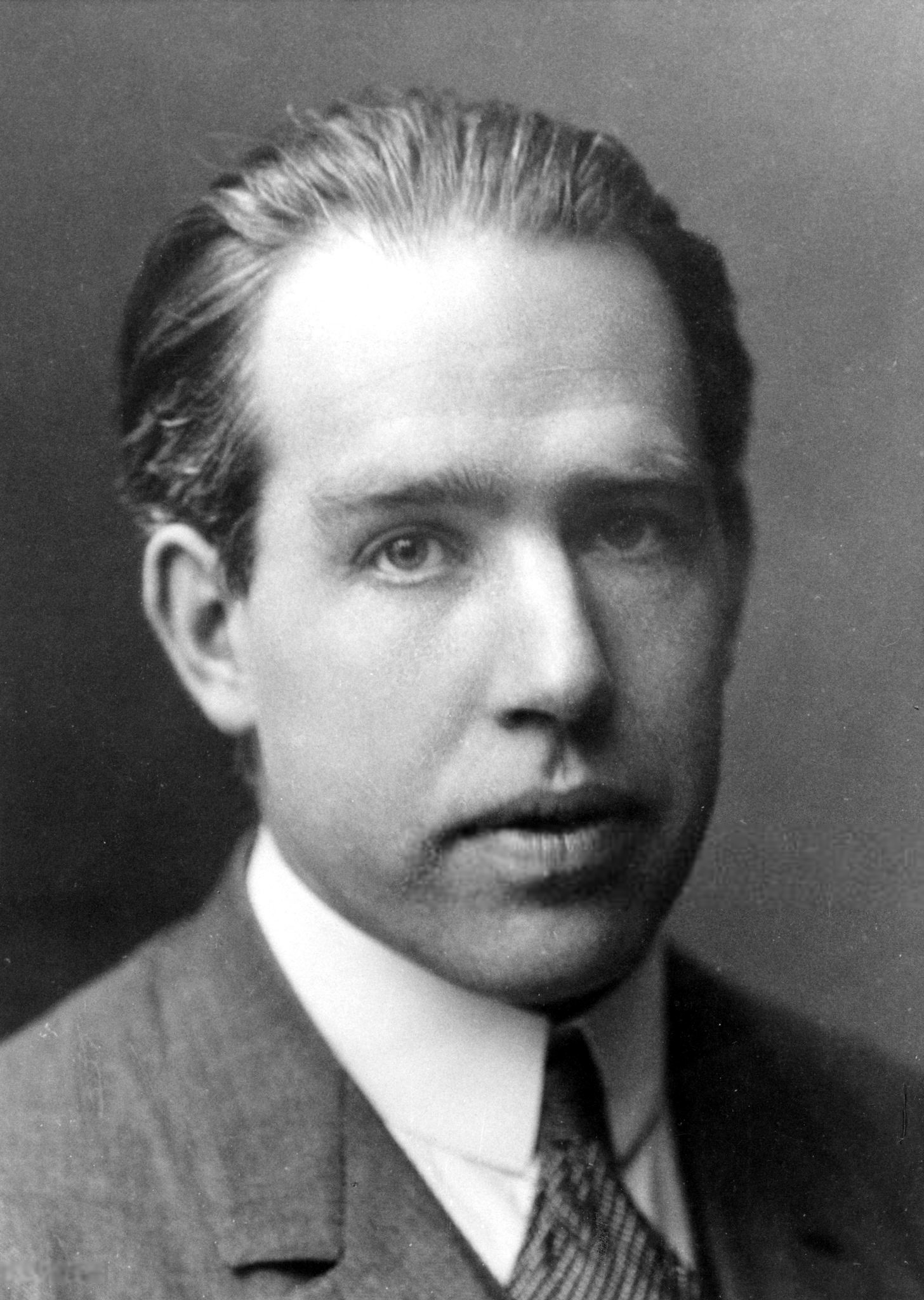
Niels Bohr

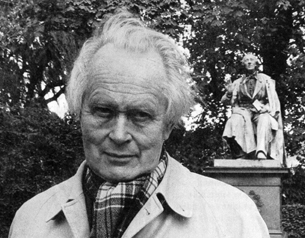
Piet Hein

- Niels Ryberg Finsen, giải Nobel dành cho Sinh lý và Y học 1903
- Karl Gjellerup, giải Nobel Văn học 1917
- Thomas Bartholin, người phát hiện hệ bạch huyết nơi con người
- Niels Bohr, giải Nobel Vật lý năm 1922
- Søren Kierkegaard, triết gia
- Johannes Fibiger, giải Nobel dành cho Sinh lý và Y học 1926
- Ludvig Holberg, nhà văn (gốc Na Uy)
- August Krogh, giải Nobel dành cho Sinh lý và Y học năm 1920
- Hans Christian Ørsted, người khám phá ra điện từ
- Henrik Dam, giải Nobel dành cho Sinh lý và Y học 1943
- Christen C. Raunkiær nhà thực vật học nổi tiếng về Hệ thống phân loại Raunkiær
- Eugen Warming, nhà thực vật học là một trong những người lập ra sinh thái học
- Ole Worm, người đóng góp lớn trong môn phôi học
- Johannes Vilhelm Jensen, giải Nobel Văn học 1944
- Aage Niels Bohr, giải Nobel Vật lý 1975
- Ben Roy Mottelson (gốc Mỹ), giải Nobel Vật lý 1975
- Niels Kaj Jerne, giải Nobel dành cho Sinh lý và Y học 1984
- Jens Christian Skou, giải Nobel Hóa học 1997
- Peter Naur, tham gia phát triển ngôn ngữ lập trình ALGOL 60, cùng đứng tên trong Công thức Backus-Naur, giải Turing 2005